# Paul Johner
Paul F. Johner (ur. 10 września 1887 w Zurychu, zm. 25 października 1938 w Berlinie) – szwajcarski szachista i kompozytor szachowy.

## Kariera szachowa
Wielokrotnie startował w finałach indywidualnych mistrzostw Szwajcarii, sześciokrotnie zdobywając złote medale (1907, 1908, 1925, 1928, 1930, 1932). W 1936 r. wystąpił w reprezentacji kraju na nieoficjalnej szachowej olimpiadzie w Monachium.
Odniósł szereg sukcesów w turniejach międzynarodowych, jednym z największych było samodzielne zwycięstwo w 1924 r. w Berlinie, gdzie wyprzedził Akibę Rubinsteina, Richarda Teichmanna i Jacques’a Miesesa. Inne znaczące rezultaty:
- II m. w Nowym Jorku (1906, przed Frankiem Marshallem),
- I m. w Kopenhadze (1916, mistrzostwa państw nordyckich),
- dz. I m. w Berlinie (1917, wspólnie z Walterem Johnem),
- I m. w Göteborgu (1920, przed Maxem Euwe'm),
- I m. w Trieście (1923, przed Estebanem Canalem, Frederickem Yatesem i Siegbertem Tarraschem),
- dz. I m. w Scheveningen (1923, wspólnie z Rudolfem Spielmannem),
- II m. w Kopenhadze (1924),
- dz. II m. w Debreczynie (1925, za Hansem Kmochem, wspólnie z Ksawerym Tartakowerem, przed Ernstem Grünfeldem),
- IV m. w Berlinie (1928, za Aron Nimzowitschem, Jefimem Bogoljubowem i Ksawerym Tartakowerem, przed Richardem Retim),
- III m. w Dortmundzie (1928, za Friedrichem Sämischem i Richardem Retim, przed Jefimem Bogoljubowem i Rudolfem Spielmannem).

Według retrospektywnego systemu rankingowego Chessmetrics, najwyżej sklasyfikowany był w styczniu 1921 r., zajmował wówczas 10. miejsce na świecie.
Jego młodszy brat, Hans (1889–1975) również był znanym szachistą, m.in. dwunastokrotnym mistrzem Szwajcarii.